# Велика награда Сан Марина 2004.
Велика награда Сан Марина 2004. године је била трка у светском шампионату Формуле 1 2004. године која се одржала на аутомобилској стази „Енцо и Дино Ферари“ у Имоли, 25. априла 2004. године.
Победник је био Михаел Шумахер, другопласирани Џенсон Батон, док је трку као трећепласирани завршио Хуан Пабло Монтоја.